# پدیده اوتهوف
پدیدهٔ اوتهوف (آلمانی: Uhthoff-Phänomen) که با نام‌های دیگری همچون نشانهٔ اوتهوف، سندرم اوتهوف و پدیده اوتافس هم شناخته می‌شود، به بدتر شدن علائم عصبیِ بیماری ام‌اس و برخی بیماری‌های میلین‌زدا دیگر گفته می‌شود هنگامی که دمای بدن به‌دنبال تب، دوش و حمام آب گرم، استفاده از سونا یا گرم‌شدن هوای محیط بالا برود. علت این موضوع احتمالاً اختلال در سرعت هدایت عصبی در اثر افزایش دماست.
با افزایش دما در اعصاب آسیب‌دیده و بیمار، ایمپالس‌های عصبی بلوکه شده یا سرعتشان کاهش می‌یابد؛ اما هنگامی که دمای بدن به حد طبیعی بازمی‌گردد، علائم ایجادشده برطرف شده یا بهبود نسبی پیدا می‌کنند.

## اهمیت بالینی
بسیاری از بیماران مبتلا به ام‌اس در اثر افزایش دما دچار علائمی همچون خستگی، درد، اشکال در تمرکز فکری و احساس اضطرار در ادرار کردن می‌شوند. در نتیجه بسیاری از آنان از سونا، حمام آب گرم و سایر منابع گرمازا اجتناب کرده و حتی تن‌پوش یا وسایل خنک‌کننده و سرمازا (به‌صورت جلیقه، شال‌گردن‌ها و کلاه‌های خنک‌کننده و دستبندهای مخصوص) استفاده می‌کنند. پژوهش‌های انجام‌شده بر روی اعصاب محیطی نشان می‌دهد که حتی افزایش ۰٫۵ درجهٔ سانتی‌گراد در دمای بدن منجر به مسدود شدن هدایت عصبی در اعصاب دِمیلینه‌شده می‌گردد. هرچه میزان میلین‌زُدایی بیشتر باشد، کوچکترین افزایشی در دما، موجی کُندی هدایت عصبی می‌شود. ورزش و فعالیت‌های روزمره بدنی در مبتلایان به ام‌اس می‌توان موجب بالا رفتن شدید دمای بدن گردد به‌خصوص اگر کارایی بدنی و مکانیکی آنها به سبب استفاده از ابزارهای کمک‌حرکتی (همچون عصا، واکر، ویلچر و غیره)، آتاکسی، ضعف یا سفتی عضلانی پائین آمده باشد. با این حال ثابت شده که ورزش کردن در کنترل علائم ام‌اس کمک‌کننده است و احتمال بروز عوارض ناشی از بیماری را کاهش داده و سلامت کلی فرد را بهبود می‌بخشد.
استفاده از خواص خنک‌کنندگی آب، گاهی در فرونشاندن عواقب و علائم ناشی از افزایش دما مؤثر است. در مطالعه‌ای که در سال ۲۰۰۰ توسط وایت و همکاران انجام شد، قرار دادن پاها در آب ۱۶ تا ۱۷ درجه سانتی‌گراد به مدت ۳۰ دقیقه سبب شد تا مبتلایان به ام‌اس با راحتی بیشتری ورزش کنند و علائم کمتری رخ دهد. ورزش‌های آب‌درمانی در آب ۲۷ تا ۲۹ درجه نیز در مبتلایان به ام‌اس سودمند است. دمای کمتر از ۲۷ سانتی‌گراد اما، توصیه نمی‌شود، چرا که خطر افزایش گرفتگی و سفتی ماهیچه‌ای را به‌همراه دارد.

## تاریخچه
این پدیده نخستین بار در سال ۱۸۹۰ میلادی توسط چشم‌پزشک آلمانی ویلهلم اوتهوف توصیف شد که آنرا به‌صورت اختلال موقت بینایی، به‌دنبال فعالیت بدنی در بیماران مبتلا به التهاب عصب بینایی شرح داد. بعدها پژوهش‌گران دیگر ثابت کردند که علت این علائم عصبی، افزایش دماست.